# 朝日村 (山形県)
朝日村（あさひむら）は、かつて山形県東田川郡におかれていた村。2005年10月1日に、鶴岡市、藤島町、羽黒町、櫛引町、温海町と合併し、鶴岡市となった。
かつて南隣に新潟県朝日村（現村上市）が存在し、県境を挟みながらも同名の村が隣接する珍しいケースだった。また、県内には同名の町として朝日町が存在する。

## 地理
山形県の庄内地方の最南端に位置する村である。村の大部分を山地が占め、そこから赤川が流れ出る。村を六十里越街道が通り、出羽三山の参拝者が多く利用した。
- 山：湯殿山（出羽三山）、摩耶山
- 河川：赤川、大鳥川、梵字川
- 湖沼：大鳥池
- ダム：月山ダム、荒沢ダム、八久和ダム

### 隣接していた自治体
- 山形県
  - 鶴岡市
  - 東田川郡：櫛引町、羽黒町
  - 西田川郡：温海町
  - 西村山郡：西川町
- 新潟県
  - 岩船郡：朝日村、山北町

## 歴史
- 1954年（昭和29年）8月1日 - 大泉村、本郷村、東村が合併し朝日村誕生。
- 2005年（平成17年）10月1日 - 合併により鶴岡市となる。

## 行政
- 最後の村長 : 佐藤征勝（2002年から）

## 教育
- 小学校
  - 村立大鳥小学校(数十年前に大泉小学校と統合し校舎は現在大鳥自然の家になっている）
  - 村立朝日小学校
  - 村立大泉小学校
  - 村立大網小学校
  - 村立大網小学校田麦俣分校（2005年に児童減少から大網小学校（本校）に統合した）
- 中学校
  - 村立朝日中学校

## 交通

### 道路
- 高速道路
  - 山形自動車道湯殿山IC、庄内あさひIC
- 一般国道
  - 国道112号
- 都道府県道

### 路線バス
- あさひ交通

## 名所・旧跡・観光スポット
- 社寺・文化財
  - 注連寺（即身仏）
  - 湯殿山神社
  - 大日坊
  - 森敦文庫
  - 田麦俣多層民家(山形県指定有形文化財)
- レジャー
  - バンジージャンプ（2005年8月に係員のボートからの転落死亡事故があり、2006年12月に撤退した）
  - 湯殿山スキー場
  - 摩耶山
  - 月山あさひサンチュアパーク(キャンプ場)
  - タキタロウ公園(キャンプ場)
  - 大鳥少年の家
  - 七ツ滝（日本の滝百選）
- 道の駅
  - 道の駅月山
- 温泉
  - かたくり温泉ぼんぼ
  - 湯殿山温泉

## 出身有名人
- 本多猪四郎 - 映画監督
- 渡部三郎 - スキー指導者
- 佐藤源治 - 教育者、民俗学者
- 渡部星村 - 彫刻家

## ゆかりのある人物
- 森敦 - 名誉村民、芥川賞作家